# Chiesa del Santissimo Sacramento delle Ancelle della Carità
La Chiesa del Santissimo Sacramento delle Ancelle della Carità è situata in Via Moretto 35 a Brescia, nella diocesi di Brescia, ed è annessa al convento delle Ancelle della Carità.

## Storia
Nel 1877 l'architetto bresciano Luigi Arcioni fu incaricato dalla madre superiora delle Ancelle a progettare la chiesa, che viene realizzata in stile neorinascimentale con pianta rettangolare longitudinale con due cappelle laterali. A destra la cappella e l'altare della Sacra Famiglia con pala di Domenico Carretti del 1693 e a sinistra l'altare della Beata Vergine.
Sulla controfacciata fu installato nel 1904-1905 l'organo da Diego Porro.

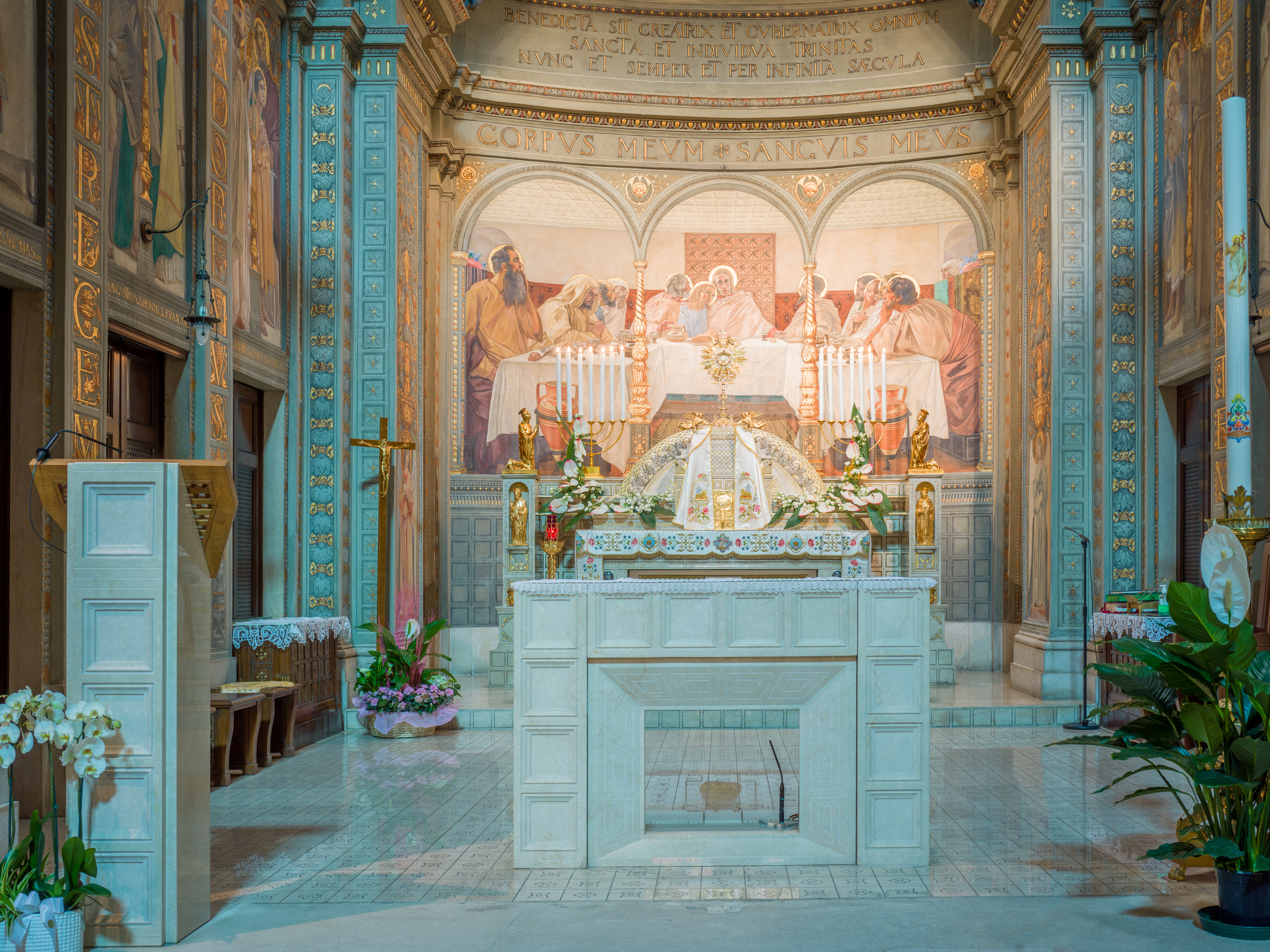
Presbiterio.

La chiesa è dotata di un portale ottocentesco ligneo senza una facciata di particolare rilievo.

## Interno
All'ingresso della chiesa sono collocate su due acquasantiere marmoree due statue di bronzo, raffiguranti a destra San Giovanni Battista e a sinistra Gesù che riceve il battesimo, opere di  Claudio Botta.
Ai lati dell'ingresso in due nicchie si trovano un Cristo in gesso di recente fattura ed una tela raffigurante il miracolo della mula di Sant'Antonio opera di Giuseppe Ronchi del 1927. 
L'altare maggiore è stato disegnato da Vittorio Trainini ed eseguito dal marmista Achille Maccabiani in pietra di Botticino. È sovrastato da una Ultima Cena dello stesso Tainini. Ai lati dell'altare sono collocate due sculture di bronzo raffiguranti Sant'Agostino e San Tommaso d'Aquino, opere di Angelo Righetti del 1925.  Del Righetti sono anche le statue di bronzo dorato di San Giuseppe e Maria inginocchiati.
Nel 1999, nel corso di importanti restauri, vennero collocati nel presbiterio un tavolo altare rivolto ai fedeli ed un leggio in pietra di Botticino disegnati dall'architetto Valentino Volta. 

## Affreschi nella chiesa
Furono realizzati per la maggior parte nel 1922-1923 da Vittorio Trainini con l'aiuto dello zio Giuseppe Trainini.